# Ботяров, Евгений Михайлович
Евге́ний Миха́йлович Ботяро́в (3 августа 1935, Собинский район, Владимирская область — 14 мая 2010, Москва) — советский, российский композитор, музыкальный педагог, Заслуженный деятель искусств Российской Федерации (1995) (1995), профессор,  член Союза композиторов СССР (РФ) (1963),  член Союза кинематографистов РФ (2000).

## Биография
Евгений Михайлович родился 3 августа 1935 в селе Кузьмино, Собинский район, Владимирская область.
Окончил музыкальное училище при Ленинградской консерватории в 1956 году.
В 1961 году окончил Московскую консерваторию, в 1964 году — аспирантуру при консерватории по специальности «сочинение». По окончании аспирантуры работал на кафедре теории музыки в Музыкально-педагогическом институте им. Гнесиных. С 1966 — преподаватель в Московской консерватории на кафедре инструментовки и чтения партитур, с 1997 года заведовал кафедрой.
1966—2010 — преподаватель, заведующий кафедрой инструментовки, профессор Московской консерватории.
В 1970—1980-х был членом редакционного совета редакции издательства «Советский композитор».
С 1995 — член Комиссии Союза композиторов России по музыкально-эстетическому воспитанию детей и юношества. Участник многих музыкальных фестивалей в Москве и других городах России, в том числе «Московская осень», «Композиторы России — детям». В 2003 году был председателем жюри детского музыкального фестиваля «Звонкие голоса» и «Музыка — душа моя».
Автор музыкальных сочинений различных жанров, а также учебно-методических работ. Большое количество сочинений адресовано юным музыкантам, как пример «Танец».
Написал музыку к кинофильмам: «В ожидании чуда», «На златом крыльце сидели…», «Имя», «Ванька-встанька»; к документальным фильмам: «Освобождение Белоруссии», «От Карпат на Балканы и Вену» (из киноэпопеи «Неизвестная война»); а также к мультфильмам: «Сказка сказывается», «Рыжий, рыжий, конопатый», «Пони бегают по кругу», «Василиса Прекрасная», «Волшебное кольцо», «Солнышко на нитке» и другим. Писал музыку к радио- и телеспектаклям.
Награждён Орденом Дружбы (2003) и Орденом Почета (2007).
Ушёл из жизни 14 мая 2010 в Москве.

## Музыка к кинофильмам
- 1969 — Поле, где умирал Воронин
- 1971 — Грешневское лето
- 1975 — В ожидании чуда
- 1978 — Великая Отечественная (документальный фильм)
- 1986 — На златом крыльце сидели
- 1989 — Имя
- 1990 — Ванька-встанька

## Музыка к мультфильмам
- 1970 — Сказка сказывается
- 1971 — Как мы весну делали
- 1971 — Песни огненных лет
- 1971 — Рыжий, рыжий, конопатый (мультфильм из альманаха «Веселая карусель» № 3)
- 1972 — Хомяк-молчун
- 1973 — Василёк
- 1974 — Пони бегает по кругу
- 1974 — Карусельный лев
- 1974 — Вершки и корешки
- 1975 — Комаров
- 1975 — Необычный друг
- 1975 — Завтра день рождения бабушки
- 1975 — Я вспоминаю...
- 1976 — Как дед великое равновесие нарушил
- 1976 — Чуридило
- 1976 — Сказка дедушки Ай-По
- 1977 — Не любо — не слушай
- 1977 — Одна лошадка белая
- 1977 — Василиса Прекрасная
- 1977 — Солнышко на нитке
- 1978 — Вагончик
- 1978 — Дождь
- 1979 — Волшебное кольцо
- 1979 — Домашний цирк
- 1979 — Жёлтый слон
- 1980 — Шарик-фонарик
- 1981 — Поросёнок в колючей шубке
- 1981 — Тигрёнок на подсолнухе
- 1982 — Дедушкин бинокль
- 1983 — Хвастливый мышонок
- 1983 — Жил у бабушки козёл
- 1984 — Как щенок учился плавать
- 1985 — Рыжая кошка
- 1986 — Архангельские новеллы
- 1986 — Мышонок и красное солнышко
- 1987 — Поморская быль
- 1987 — Щенок и старая тапочка
- 1987 — Белая трава
- 1988 — Смех и горе у Бела моря
- 1988 — Мы идём искать
- 1989 — Кострома
- 1991 — Mister Пронька
- 1992 — Ой, ребята, та-ра-ра!
- 1993 — Ванюша и великан
- 1993 — Осенняя встреча
- 1993 — Фантазёры из деревни Угоры
- 2003 — Пинежский Пушкин

## Научные труды
- Ботяров Е. М. Учебный курс инструментовки. Первая часть. Издательство: Издательский дом «Композитор», 2000[6] ISBN 5-85285-199-X
- Ботяров Е. М. Учебный курс инструментовки. Вторая часть. Издательство: Издательский дом «Композитор», 2003[7] ISBN 5-85285-199-X